# سیارک ۷۸۶

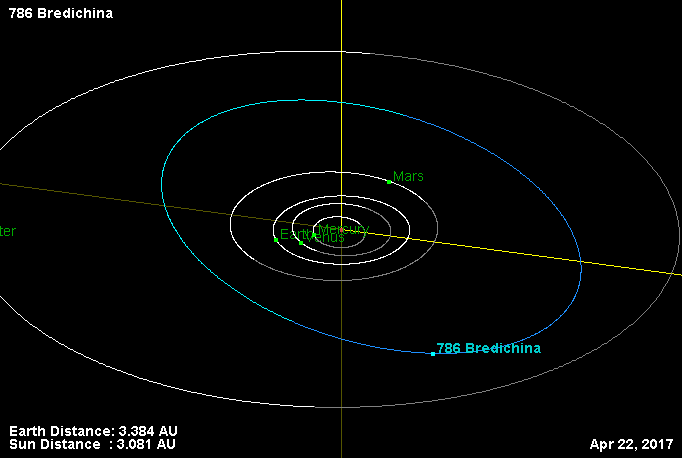
سیارک ۷۸۶

سیارک ۷۸۶ (به انگلیسی: 786 Bredichina، نامگذاری:1914UO) هفتصد و هشتاد و ششمین سیارک کشف شده‌است که در ۲۰ آوریل ۱۹۱۴ و در هایدلبرگ کشف شد.
قدر مطلق سیارک برابر ۸٫۶۵ است.